# テジュ
テジュ（1988年9月30日 - ）は、2018年から活動拠点を日本に移し活動している韓国人俳優。大韓民国出身。アイエス・フィールド所属。
日本デビュー作は2018年の舞台『怪人二十面相（＠六行会ホール）』。特技はコンテンポラリーダンス、剣道、ダンス

## 来歴
大韓民国全州市にて生まれる。
軍隊入隊中に俳優になりたいと目標を持ち、除隊後、檀国大学校を受験。演劇映画学科を卒業。
卒業後、大学路を中心に活動。
2017年11月、活動の場を日本に求め来日。今の所属事務所と出会い、2018年1月から俳優として日本での活動が始まった。
2020年3月14日自身が出演している映画「HARAJUKU～天使がくれた七日間～」の主題歌を含めた1stミニアルバム「逢いたくて」を発売。ソロ歌手としても活動を始める。新型コロナウイルスの影響で一時帰国するも、2023年8月公演『ハムレット』出演を機に日本での活動を再開。帰国中には映画出演に加え、カメラや編集技術を習得し、「29秒映画祭」では特別賞をはじめとする数々の賞を受賞。2024年には作・演出を手掛けた舞台『MASQUE』が成功を収め、続く「最果てリストランテ～ひまわり～」など、演出としても活動を開始させている。

## 韓国活動

### 演劇 / 映画
- 2011年~15年 「ハムレット」ハムレット役／「マクベス」マクベス役／「ヴォイツェック」ヴォイツェック役

「ガラスの動物園」（テネシー・ウィリアムズ）トム役　…他（学生演劇11本／映画20本以上へ出演）
- 2015年 映画：独立映画センター支援作　長編「いい日」主演
- 2015年 舞踊：JYHシアター主催　即興舞踊公演出演
- 2015年 演劇：第14回オフ大学路フェスティバルにて上演 「人生ゲーム」公演出演
- 2016年 映画：キウィフィルム企画制作　短編「ある信念」主演
- 2016年 演劇：「かもめ THE ミザンセーヌ」主演 （ソウル創作空間演劇フェスティバルにて上演）
- 2016年 演劇：第15回オフ大学路フェスティバルにて上演 「かもめ」主演
- 2016年 映画：「乗り換え」主演 （ソウルプライド映画祭国内短編招請作）

### テレビドラマ
- 2015年　SBS ドラマ「仮面」（チュ・ジフン主演作品）
- 2016年　MBCドラマ「モンスター」（カン・ジファン主演作品）

## 日本活動

### 演劇
- 2018年
  - 01月10～12日　舞台「怪人二十面相」　＠六行会ホール
  - 03月03～07日　舞台「江戸川乱歩シリーズ　モガリノミヤ」　＠シアターブラッツ
  - 04月07～15日　フォトシネマ朗読劇 「最果てリストランテ」　＠TOKYO FM HALL
  - 08月03～05日　フォトシネマ朗読劇 「命のバトン」 in 大阪　＠大阪市立芸術創造館
  - 09月14～17日　音楽劇「夏の夜の夢」2018　【タイテーニア役】＠三越劇場
  - 11月10～13日　ミュージカル「まいっちんぐマチコ先生～画業45周年だよマンガ道～」　＠労音大久保会館R'sアートコート
  - 12月08～09日　フォトシネマ朗読劇 「命のバトン」 in 新潟　＠NEXT-ONE
- 2019年
  - 01月05〜11日／02月01日〜06日　フォトシネマ朗読劇 「最果てリストランテ」　@浜離宮朝日ホール（小ホール）
  - 03月23〜24日　フォトシネマ朗読劇 「HARAJUKU~天使がくれた七日間~」　@大阪市立芸術創造館
  - 04月13〜14日　フォトシネマ朗読劇 「命のバトン」　@労音大久保会館R'sアートコート
  - 05月01～04日　舞台「メモリーダイヤル」＠東部フレンドホール
  - 05月14〜19日　フォトシネマ朗読劇「天使がいた三十日」＠TOKYO FM HALL
  - 06月12～16日　舞台『ZERO 特殊警察公安部隊「霧組」』　＠六行会ホール
  - 07月25〜27日　フォトシネマ朗読劇 「HARAJUKU~天使がくれた七日間~」＠労音大久保会館R'sアートコート
  - 08月09〜12日　フォトシネマ朗読劇 「命のバトン」　@労音大久保会館R'sアートコート
  - 09月21〜29日　舞台「０１３」　@新宿村LIVE
  - 11月17〜24日　舞台「蘇州夜曲」　＠紀伊國屋ホール
  - 12月13〜22日　劇団5454第14回公演／舞台「カタロゴス〜『青』についての短編集～」　＠赤坂レッドシアター
- 2020年
  - 01月09〜13日　劇団たいしゅう小説家presents／舞台「コロッケ」　＠萬劇場
  - 02月06〜09日　フォトシネマ朗読劇 「最果てリストランテ～記憶の扉がひらくとき～」@労音大久保会館R'sアートコート
  - 03月04〜09日　ミュージカル「ロザリー」【ルイ16世役】　@六行会ホール
  - 05月26日、28日　オンライン朗読劇「それぞれの運命」
  - 06月05日　　　　 オンライン朗読劇「それぞれの運命」
  - 06月23日～25日　オンライン演劇「最果てリストランテ[1]」
  - 07月21日～23日　オンライン朗読劇「最果てリストランテ」at KOREA
  - 09月18日～22日　演劇「1999年の夏休み 2020ver.」　＠労音大久保会館R'sアートコート
  - 10月15日～17日　オンライン演劇「最果てリストランテ vol.2[2]」
  - 11月12日～15日　演劇「1999年の夏休み episode０」　＠労音大久保会館R'sアートコート
- 2021年
  - 01月20日、21日、26日、27日、30日、31日　オンライン朗読劇「最果てリストランテ」at KOREA vol.2[3]
  - 06月12日～20日　舞台「レ・ミゼラブル〜惨めなる人々〜」【アンジョルラス役】　@シアターΧ（カイ）
  - 07月15日～18日　舞台「ゴーストたちの憂鬱」　＠シアターグリーンBIG TREE THEATER
- 2023年
  - 12月21日〜24日　音楽朗読劇「美男ペコパンと悪魔」　＠R'sアートコート[4]
- 2024年
  - 2月21日〜25日　舞台「最果てリストランテ」　＠新宿村LIVE[5]
  - 5月22日～26日　舞台「MASQUE」　＠R'sアートコート　※初作・演出（25日のみ出演）
  - 8月1日～5日　ミュージカル座7月公演「この唄を友に」　＠すみだパークシアター倉
  - 9月4日〜8日　音楽朗読劇「手紙」　＠銀座博品館劇場[6]
  - 10月9日〜12日　真夜中のオカルト公務員 The STAGE　＠渋谷区文化総合センター大和田 伝承ホール[7]
- 2025年
  - 2月27日～3月6日　演劇版「レ・ミゼラブル」　＠IMA HALL（東京都練馬区）[8]
  - 3月26日～30日　『If you don't know ai』（初主演）　＠上野ストアハウス 　　　
  - 5月28日～6月1日　『命のバトン』　＠赤坂RED/THEATER[9]
  - 6月18日～22日　舞台『ろくでなしコーラス2025』　＠浅草花劇場[10]
  - 7月9日～12日　絵本朗読LIVE『ビロードのうさぎ〜ペールトーン〜』　＠CBGKシブゲキ!![11][12]

### TV
- 2018年05月26日～　AbemaTV「恋愛ドラマな恋がしたい」レギュラー出演
- 2019年08月08日〜　AbemaTV連続ドラマ[13]「奪い愛、夏」（全8話）主演：水野美紀／脚本：鈴木おさむ
- 2019年08月21日　テレビ朝日「恋愛ドラマな恋がしたい」地上波初放送編集版
- 2020年01月03日　テレビ朝日「アベマ恋愛番組再生回数ランキングBEST20」第16位
- 2020年03月16日　千葉テレビ 「夏目亜季とバズっちゃお！Z」
- 2020年05月29日　ABEMA オンラインシネマ「Sucker Punch」[14]
- 2020年09月20日　ABEMA「打姫オバカミーコ」
- 2021年04月17日　フジテレビ「世界法廷ミステリー」

### 映画
- 2020年4月18日公開　「HARAJUKU~天使がくれた七日間~」　監督：松田圭太／主演：馬場良馬
- 2021年2月5日公開　劇場版『打姫オバカミーコ』[15]

### 映像
- 2018年12月21日発売　「ランチタイム終わりました２」

### 新聞・雑誌
- 2019年
  - 08月14日　日刊スポーツ掲載　インタビュー記事「カタコト日本語に苦戦」
  - 11月16日　月刊「ドカント」インタビュー記事

### イベント・その他
- 2018年
  - 02月04日　MC：あなたを元気にさせます　Vol.3　ついでに龍虎の誕生日も祝います　出演：林明寛 / 磯貝龍虎
  - 02月10日　LIVE&TALK『テジュの人生トーク～改めましてテジュです～Vol.1』（第１回ファンの集い）
  - 03月11日　復興イベント：「第７回 福魂祭」
  - 03月11日　『family』『Twinkle Star』音源発売
  - 08月12日　テジュ＆山田知弘　T-T LIVE&TALK （第２回ファンの集い）
  - 09月29日　誕生日イベント／テジュ『とうとう僕も◎◎歳～20代最後を一緒に祝ってください～』『お誕生日おめでとう！とうとう君も◎◎歳』
  - 10月27日　テジュ『 少しは大人になりましたぁ？』（ファンの集い）　＠神戸芸術センター・プロコフィエフホール
- 2019年
  - 02月03日　ISF Mens DAY Vol.1（株式会社アイエス・フィールド所属俳優によるイベント）
  - 10月19日　誕生日イベント／TAEJUサーティONE！
  - 12月31日　to match!! vol.1　@横浜ベイホール
- 2020年
  - 01月15,16日　レジェンド達のラプソディ〜冬〜　@ティアラこうとう
  - 02月15日　バレンタインはみんなに「逢いたくて」（CD発売イベント）
  - 07月27日　LINELIVE「mission in B.A.C」ゲスト出演
  - 07月29日　アートにエールを！個人型「キミガイナイ」（脚本＆出演）
  - 08月10日　オンラインLIVE「逢いたくて」
  - 08月28日　ニコ生「橋本真一のShinichi Excelsior Channel」最終回ゲスト出演
  - 08月30日　ＣＤオンラインサイン会
  - 09月08日　オンラインリリースイベント
  - 09月29日　誕生日記念オンラインTalkイベント
  - 12月26日　ＣＤオンラインサイン会
  - 12月27日　オンラインTALKイベント
- 2021年
  - 01月　　　アートにエールを！ステージ型「能楽堂リーディング「TOKYO 香久之宮」 」
  - 2月14日　 オンラインバレンタインTALKイベント
  - 3月14,15日　ＣＤオンラインサイン会＆ホワイトデーTALKイベント
  - 6月21日　ひとり芝居＆LIVE イベント　「テmagotchi」

### CD
- 2020年03月14日　1stミニアルバム「逢いたくて」
- 2021年10月30日　フォトブック＆CD『Daijoubu』

### ラジオ
- 2018年
  - 03月04,11日　FM Yokohama『山﨑晴太郎の文化百貨店』
  - 04月03日　渋谷クロスFM 『SHIBUYA VOICE』
  - 04月06,13日　ブルーレディオ『国弘ようこの映画ナイト』
  - 04月06日　全国コミュニティFM 64局ネット『MUSIC HOT FLAVER』
  - 06月02日　エフエム世田谷83.4Mhz『琴姫チャンネル』
  - 07月20日　ブルーレディオ『国弘ようこの映画ナイト』
  - 07月21日　エフエム世田谷83.4Mhz『琴姫チャンネル』
  - 07月27日　レインボータウン『岡本洋一のシネマスクエア』
  - 08月07日　渋谷クロスFM 『SHIBUYA VOICE』
  - 08月23日　渋谷クロスFM 山本かおりの「渋谷DEもっさんタイム」
- 2019年
  - 08月10日　エフエム世田谷83.4Mhz『琴姫チャンネル』
  - 11月30日　エフエム世田谷83.4Mhz『琴姫チャンネル』
- 2020年
  - 03月28日　エフエム世田谷83.4Mhz『琴姫チャンネル』
  - 04月02日　渋谷クロスFM 山本かおりの「渋谷DEもっさんタイム」
  - 04月09日　REDS WAVE 87.3 FM『吉武大地の未来（みら）くるミュージック！』
- 2021年
  - 01月14日　REDS WAVE 87.3 FM『吉武大地の未来（みら）くるミュージック！』
  - 01月16日　エフエム世田谷83.4Mhz『琴姫チャンネル』

### 脚本作品
- 2020年
  - 07月29日　アートにエールを！個人型「キミガイナイ」（脚本＆出演）

### 演出作品
- 2020年
  - 11月26～27日　　モノローグ[16]「KoiKoi物語」（初映像演出作品／編集）出演：朝田淳弥・沖なつ芽・砂原健佑・マオ・宮本大誠
  - 12月08日～11日　オンライン配信・俳優立ち上げ企画オムニバス３作「恋愛」（初演劇演出作品）出演：淺川眞來・船岡咲・佐藤考哲

### 作・演出作品
- 2024年
  - 5月22日～26日　舞台「MASQUE」　＠R'sアートコート　出演：小松準弥・中島拓人・平井亜門・小沼将大・苅田昇・伊藤孝太郎・林明寛　【ライブペインティング】REIJI[17]
  - 12月20日～24日　舞台「最果てリストランテ～ひまわり～」[18]　＠R'sアートコート　出演：小野健斗　グァンス　原貴和　小沼将大　芹沢尚哉　ソンヒョク　中村哲人　松宮倫　美咲姫　後藤レイサ　鈴木一樹　阿部快征
- 2025年
  - 8月21日〜31日 舞台「マクベス：空の王座（仮）」＠マークすみだパークシアター倉 出演：グァンス、ロクヒョン[19]